# سادهانا شیوداسانی
سادهانا شیوداسانی (انگلیسی: Sadhana Shivdasani؛ زادهٔ ۲ سپتامبر ۱۹۴۱-درگذشته ۲۵ دسامبر ۲۰۱۵) هنرپیشه اهل کشور هند بود. وی در دهه‌های ۶۰ و ۷۰ میلادی ستارهٔ سینمای بالیوود بود. از فیلم‌هایی که وی در آن نقش داشته است می‌توان به وقت اشاره کرد.

## فیلم‌شناسی
فهرست برخی از فیلم‌هایی که سادهانا شیوداسانی در آنها به ایفای نقش پرداخته است:
- وقت
- اختلاس
- انتقام
- عروس داماد
- عشق زور ندارد
- او که بود؟
- یک گل دو باغبان
- سایه من
- سنجش
- به محض اینکه آمدی بهار رسید
- آنیتا
- اصلی و بدلی
- بی‌ادب